# Simonetta Tassinari
Simonetta Tassinari (Cattolica, 16 settembre 1956) è una scrittrice italiana.

## Biografia
Simonetta Tassinari è nata a Cattolica il 16 settembre 1956 ed è cresciuta tra la costa adriatica e Rocca San Casciano, paese d’origine della sua famiglia. Primogenita di quattro figli, è ancora molto giovane allorché il padre Arnaldo, funzionario dell’ENEL, decide di trasferirsi a Campobasso, ed è in questa città, nella quale ancora dimora, che frequenta il Liceo classico “Mario Pagano”, per poi laurearsi in Lettere e Filosofia a Bologna. 
Si è occupata di didattica museale per la Soprintendenza archeologica  del Molise ed è stata insegnante a contratto di “Laboratorio di didattica della filosofia” presso l’Università del Molise e relatrice di Didattica e di Logica in corsi di formazione del personale docente. È da tempo docente di Storia e Filosofia nei Licei.
Madre di quattro figli, la sua primogenita e secondogenita, Giuliana e Valentina Santoro, hanno entrambe vinto il “Premio Campiello giovani”, rispettivamente nel 1997 e nel 1999. È attiva come divulgatrice filosofica, organizza e conduce da oltre un triennio diversi “Caffè filosofici” e tiene conferenze e incontri in tutta Italia.

### Carriera

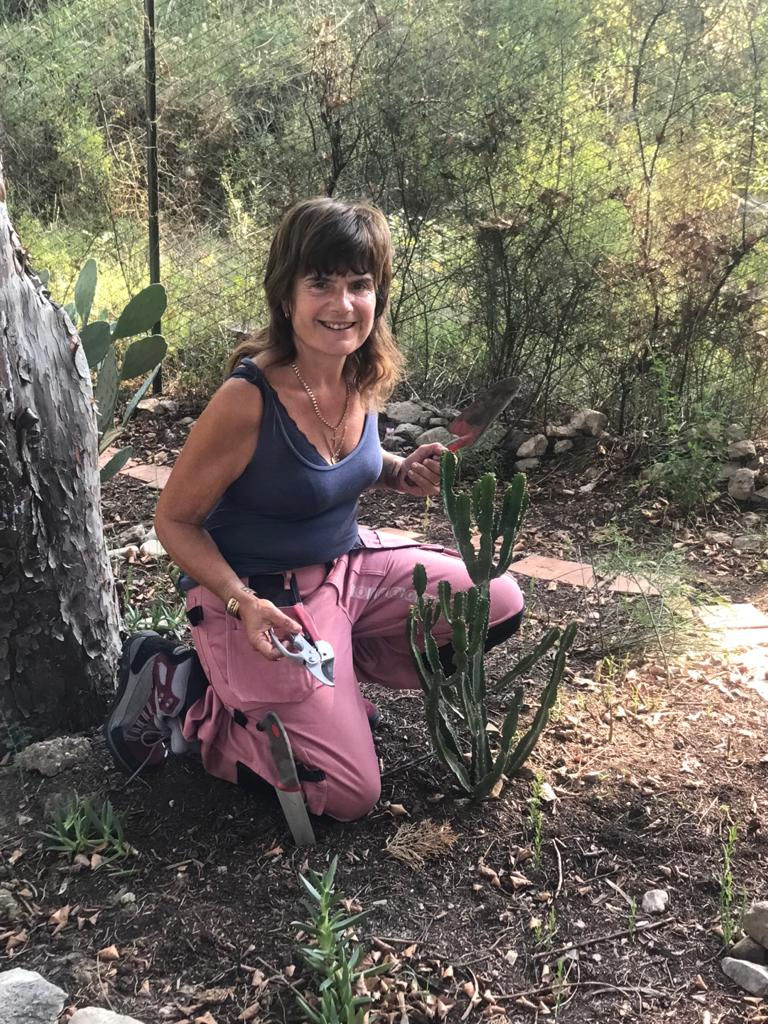
Simonetta dedita al giardinaggio.

Durante un periodo di lavoro presso la Regione Molise presso l'Ufficio cultura popolare, si interessa di storia locale e tradizioni popolari, interesse che si concretizza in una serie di pubblicazioni, tra queste il saggio antropologico “Carnevale a Cercepiccola”, Edizioni Enne.
Dopo gli iniziali interessi antropologici, si è cimentata nel romanzo scrivendo “Gente di Pietra”, proseguendo con saggi di argomento storico- filosofico, sceneggiature radiofoniche per la RAI, romanzi e opere divulgative. 
Ha scritto inoltre saggi di argomento storico-filosofico e ha collaborato con il quotidiano “Roma” e riviste on-line come Il Libraio.it e Quarta dimensione. eu, editato romanzi e opere divulgative di filosofia per adulti e ragazzi.
Il suo best seller “Il filosofo che c’è in te”, pubblicato da Feltrinelli nel 2019 è stato più volte ristampato e uscito in allegato per il quotidiano “La Repubblica”. 
Con lo pseudonimo di Mary Jacqueline Fabbri compone romanzi rivolti agli Y. A. per Cosmo Iannone editore. Ha conseguito numerosi riconoscimenti in premi letterari nazionali, tra i quali il Premio Todaro- Faranda, nel 2006 per la raccolta di racconti “Era il migliore dei tempi possibili”, ambientati nel Molise, e il “Lago Gerundo” 2015, il “Pagine di territorio 2016” e “Il Borgo italiano” 2018 per “La casa di tutte le guerre”. Con il romanzo “Méxica. La Bambina serpente” (Meridiano zero 2013) è stata ospite dell’Ambasciata messicana di Roma nel 2015.
Da aprile 2022 è collaboratrice per la divulgazione filosofica di Treccani Futura.
Il 20 settembre 2022 pubblica "Contro- filosofia dell'amicizia. Vivere, riconoscere e mantenere un legame speciale", Feltrinelli, Milano.
Esce nelle librerie, edito da Corbaccio, il 18 ottobre 2022, "Donna Fortuna e i suoi amori", candidato al Premio Strega 2023 su presentazione di Marcello Rotili.
Dà alle stampe per Gribaudo " Prime lezioni di filosofia" il 17 gennaio 2023 e " Instant filosofia orientale" il 28 febbraio 2023.
Pubblica il 16 gennaio 2024  "Il libro rosa della Filosofia"  per Gribaudo : da Aspasia a Luce Irigaray, la storia mai raccontata del pensiero al femminile.

## Opere
- Simonetta Tassinari, Gente di Pietra, Edizioni Enne, 1990.
- Simonetta Tassinari, Liberalismo. Autori, temi, problemi, Einaudi scuola, 2004.
- Simonetta Tassinari, Antologia filosofica per le scuole superiori, 2004. con postfazione di Dario Antiseri
- Simonetta Tassinari, Che fine ha fatto Susy Bomb?, Giunti, 2008, ISBN 9788809806832.
- Simonetta Tassinari, La notte in cui sparì l’ultimo pollo, Giunti, 2009, ISBN 8809062949.
- AA VV, La condizione della donna dal fascismo ai giorni nostri, 2009.
- Simonetta Tassinari, Méxica. La bambina serpente, Meridiano zero, 2013, ISBN 9788882372859.
- Simonetta Tassinari, La casa di tutte le guerre, Corbaccio, 2015, ISBN 9788863809008.
- Simonetta Tassinari, La sorella di Schopenhauer era una escort, Corbaccio, 2016, ISBN 9788867002368.
- Simonetta Tassinari, Il filosofo che c’è in te. I superpoteri della filosofia nella vita quotidiana, Feltrinelli, 2019, ISBN 9788807091179.
- Simonetta Tassinari, Il filosofo influencer. Togliersi i paraocchi e pensare con la propria testa, Feltrinelli, 2020, ISBN 9788807091421.
- Simonetta Tassinari, S.O.S. Filosofia, Le risposte dei filosofi ai ragazzi per affrontare le emergenze della vita, Feltrinelli, 2020, ISBN 9788807923258.
- Simonetta Tassinari, Instant filosofia, Gribaudo, 2021, ISBN 9788858029046.
- Simonetta Tassinari, Le 40 parole della filosofia, Gribaudo, 2021, ISBN 9788858037805.[6]
- Simonetta Tassinari, Le donne dei Calabri di Montebello, Corbaccio, 2021, ISBN 9788867008926.
- Simonetta Tassinari, Filosofia in cinque minuti, Gribaudo, 2022, ISBN 9788858039755.
- Simonetta Tassinari, Controfilosofia dell'amicizia. Vivere, riconoscere e mantenere un legame speciale, Feltrinelli,  2022, ISBN 978-8807091711.
- Simonetta Tassinari, Donna Fortuna e i suoi amori, Corbaccio, 2022, ISBN 979-1259920225.
- Simonetta Tassinari, Prime lezioni di filosofia, Gribaudo, 2023, ISBN 978-8858041222.
- Simonetta Tassinari, Instant filosofia orientale, Gribaudo, 2023, ISBN 978-8858042632.
- Simonetta Tassinari, Il libro rosa della Filosofia, Gribaudo, 2024, ISBN 978-88-580-4844-3

## Premi e riconoscimenti
- Premio Pungitopo, 2000[1]
- Premio Todaro- Faranda, 2006[4]
- Premio "Donne Molisane al timone" sezione "Eccellenze Molisane al femminile" settore Cultura 2020[7]
- Premio "Letteratura" Montorio nei Frentani, 2012
- Premio Ada Trombetta, Lions Club Campobasso, 2021[8]
- Premio letterario Terna d'onore "Forum Traiani" 2022 con " Le donne dei Calabri di Montebello" Corbaccio.
- Primo premio " Città di Como" 2022 per il romanzo storico con " Le donne dei Calabri di Montebello".

- Premio letterario " Borgo italiano" [9]2018 per " La casa di tutte le guerre" Corbaccio.

- Premio letterario Terna d'onore "Forum Traiani" [10]2022 con " Le donne dei Calabri di Montebello" Corbaccio.

- Primo premio " Città di Como" [11]2022 per il romanzo storico con " Le donne dei Calabri di Montebello".